# Groupe 43
Pour le collectif artistique sri-lankais, voir Groupe 43.
Le groupe 43 (en anglais the 43 Group) est un groupe antifasciste britannique créé par d'anciens soldats juifs après la Seconde Guerre mondiale. Créé en avril 1946, basé à Londres, il s'est dissous volontairement le 4 juin 1950. Le Groupe 43 lutte contre l'extrême-droite britannique, en particulier l'Union Movement, parti fasciste d'Oswald Mosley. Les membres du Groupe infiltrent ces organisations, perturbent les meetings et les réunions publiques et prennent parfois part à des combats de rue.
Le journal du Groupe 43, On Guard, parut de 1947 à 1949.

## Histoire

### Fondation
Le Groupe 43 est créé par d'anciens soldats juifs lorsque, de retour à Londres après la guerre, ils y découvrent des organisations fascistes britanniques telles que la British League of Ex-Servicemen and Women de Jeffrey Hamm et plus tard le nouveau parti fasciste d'Oswald Mosley, l'Union Movement. Les actions de ces militants fascistes comprenaient des discours antisémites dans des lieux publics, et leur base militante était impliquée dans des attaques violentes contre des Juifs et des biens juifs. Le Royaume-Uni est alors, avec l'Espagne franquiste, le seul pays d'Europe à autoriser les partis fascistes.
Le nom du "Groupe 43" vient du nombre de personnes présentes dans la maison Maccabi, un centre sportif juif situé à Londres dans le quartier de Hampstead lors de la réunion qui aboutit à la création du groupe en avril 1946. Parmi les organisateurs de cette réunion figuraient :
- Morris Beckman, écrivain et activiste antifasciste qui avait servi dans la marine marchande pendant la Seconde Guerre mondiale (et survécu à deux attaques de torpilles).
- Gerald Flamberg, champion de boxe de poids moyen et membre du 156e bataillon du régiment parachutiste britannique. Il avait reçu la médaille militaire à Arnhem après sa participation à l'opération Market Garden, une opération alliée aéroportée, en 1944[5],[6].
- Leonard Sherman, expert en arts martiaux et membre des Welsh Guards, l'un des régiments d'infanterie de la Garde du souverain britannique.
- Alec Carson, pilote de guerre d'un  Hawker Hurricane pendant la bataille d'Angleterre.

Parmi les militaires membres du groupe figurait également Tommy Gould, qui avait servi dans la Royal Navy à bord de sous-marins et été décoré de la croix de Victoria,.
Vidal Sassoon, alors âgé de 17 ans, rejoignit le groupe et s'engagea plus tard dans l'armée israélienne au sein de laquelle il prit part à la guerre israélo-arabe de 1948-1949, avant de retourner dans le civil et de fonder une entreprise internationale de salons de coiffure. 
Les membres du Groupe 43 s'employèrent à perturber les meetings d'extrême-droite, infiltrèrent des groupes fascistes, et attaquèrent des fascistes lors de combats de rue.
En 1947, le groupe comptait plus de 1 000 membres, la plupart à Londres, mais aussi à Manchester, Birmingham et Newcastle.
Le journal du Groupe 43, On Guard, parut de juillet 1947 à décembre 1949. C'était un journal antifasciste qui publiait souvent des renseignements obtenus par des espions du Groupe infiltrés dans des organisations fascistes. Le journal couvrait les activités d'Oswald Mosley et des fascistes britanniques, mais dénonçait également les activités de fascistes ailleurs dans le monde ainsi que les discriminations racistes dans des pays comme les États-Unis et l'Afrique du Sud.

### Relations avec d'autres organisations
Le Groupe 43 était considéré comme un concurrent par les organisations juives bien établies comme le Board of Deputies of British Jews. Le Board of Deputies of British Jews craignait que les activités du Groupe 43 n'entachent la réputation de la communauté juive, en particulier dans le contexte des attentats terroristes et de la guérilla menés par les groupes sionistes militants comme l'Irgoun alors active en Palestine mandataire. Cependant, le Groupe ne chercha pas à remplacer les organisations traditionnelles qui préféraient la discussion. Le Groupe 43 chercha plutôt à empêcher l'Union Movement de mobiliser et de rassembler des appuis, n'ayant pas oublié que le parti nazi s'était renforcé en s'appuyant sur des organisations telles que les « chemises brunes » dans les rues de Berlin après la Première guerre mondiale.

### Dissolution et impact
Le Groupe 43 fut dissout volontairement le 4 juin 1950, car ses membres considéraient alors que le danger immédiat était passé. Bien que l'Union Movement de Mosley soit restée actif pendant les années 1950, les fascistes britanniques n'ont plus eu affaire à une résistance organisée dans les rues jusqu'en 1962 avec la formation du Groupe 62, qui n'avait pas de liens directs avec le Groupe 43.
L'impact exact du Groupe 43 reste peu clair. Morris Beckman estime qu'il joua un rôle crucial pour empêcher la résurgence du fascisme dans le Royaume-Uni d'après-guerre. Le Groupe 43 fournit en tout cas sans aucun doute une inspiration à des groupes antifascistes ultérieurs tels que le Groupe 62 et le réseau Anti-Fascist Action.

## Commémorations

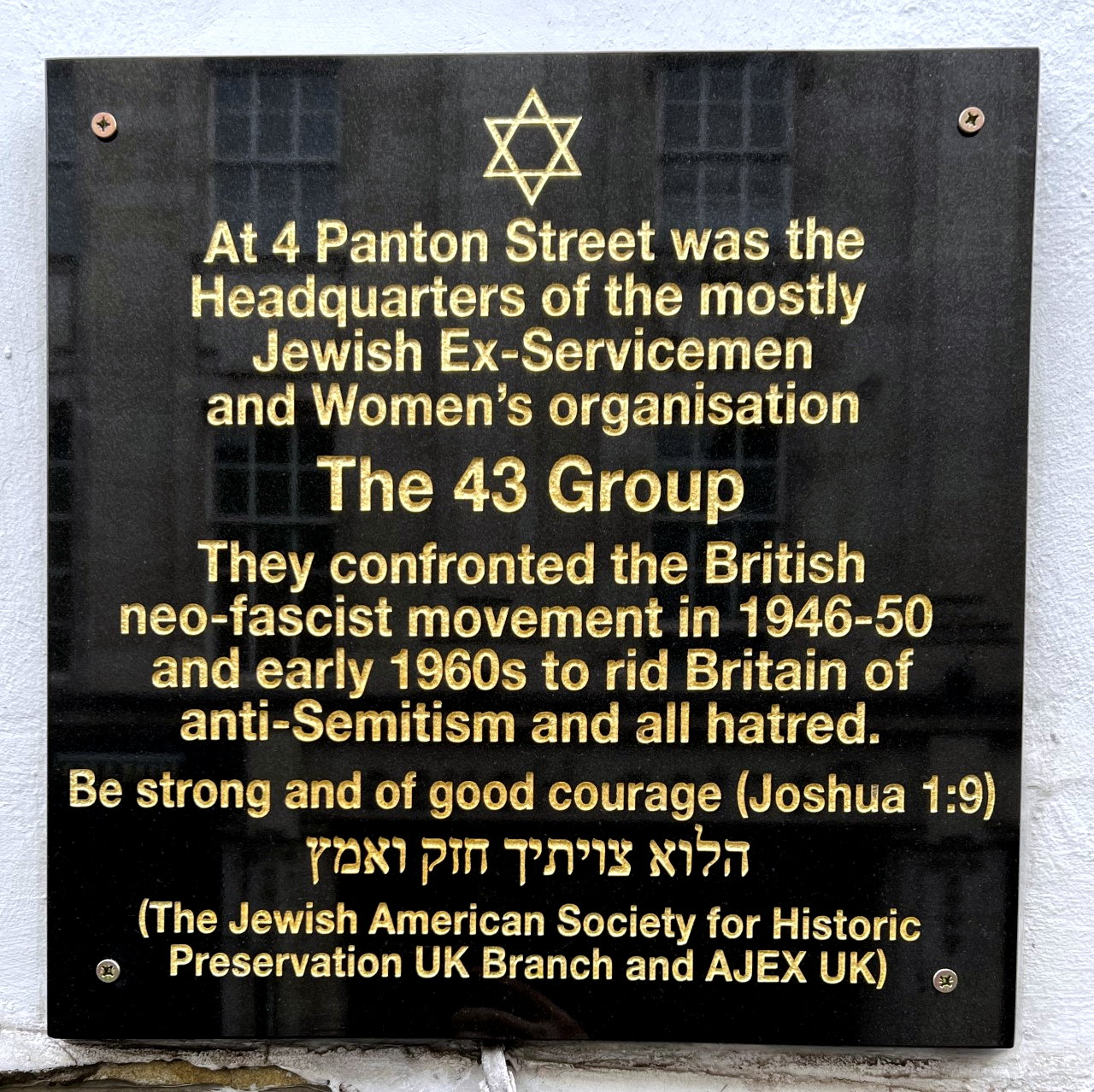
Plaque commémorative du Groupe 43 à Londres.

Une réunion et une exposition temporaire consacrée au Groupe 43 sont organisées à Londres par une quarantaine de survivants du Groupe en 2009.
Une plaque commémorative a été installée à Londres, à l'adresse de l'ancien siège du Groupe 43, non loin de Trafalgar Square, par la branche britannique de la Jewish American Society for Historic Preservation.

## Évocation dans les arts
L'histoire du Groupe 43 fait l'objet d'une fiction radiophonique d'une durée d'une heure, A Rage in Dalston, diffusée sur la radio BBC Radio 4 en 2004 dans le cadre de l'émission The Archive Hour.